# 凱拉·費爾
凱拉·費爾（英語：Kayla Ferrel，1990年10月20日—），美國模特兒，來自伊利诺伊州，《全美超級模特兒新秀大賽》第十五季的第四名。在比賽中，凱拉坦承喜歡女性，並矢志成為首位同性戀者冠軍。在第十一集，凱拉因她的模特兒身型比例及輪廓問題而被淘汰。

## 比賽經歷
|    | 拍攝題材           | 入圍名次 | 附註                                                                     |
| 1  | 青少年霸凌         | 2/14     | 霸凌文字：Queer、堅強詞語：Free                                          |
| 2  | 墮落凡間的天使     | 2/12     | 主題：Evil                                                               |
| 3  | 深海芙蓉           | 7/11     |                                                                          |
| 4  | 女子摔角手         | 4/10     |                                                                          |
| 5  | 羅迪歐大道的美女照 | 8/9      | 勝出小挑戰+進入包尾二人                                                  |
| 6  | 偶像級設計師模仿照 | 2/8      | 模仿對象：Vivienne Westwood+勝出小挑戰（獎品為擔任53屆葛萊美獎禮儀小姐） |
| 7  | H2T水之廣告        | 4/7      |                                                                          |
| 9  | 貢多拉上的才子佳人 | 1/6      | 首名入圍                                                                 |
| 10 | 科莫湖雕像         | 1/5      | 首名入圍                                                                 |
| 11 | Modelli Folli 困擾 | 3/4      | 進入包尾三人+季軍                                                        |